# هوبكينز إل. تيرني
هوبكينز إل. تيرني هو محامي وسياسي أمريكي، ولد في 3 أكتوبر 1797 في مقاطعة سميث في الولايات المتحدة، وتوفي في 1 أغسطس 1857 في وينشستر في الولايات المتحدة. نشط حزبياً في الحزب الديمقراطي.

## مناصب
- انتخب عضو مجلس الشيوخ الأمريكي [الإنجليزية]‏ عن دائرة مقعد مجلس الشيوخ لتينيسي من الدرجة الأولى ‏ وقد انضم خلال فترته النيابية [الإنجليزية]‏ (4 مارس 1849 – 4 مارس 1851) للكتلة البرلمانية الحزب الديمقراطي.
- انتخب عضو مجلس الشيوخ الأمريكي [الإنجليزية]‏ عن دائرة مقعد مجلس الشيوخ لتينيسي من الدرجة الأولى ‏ وقد انضم خلال فترته النيابية [الإنجليزية]‏ (4 مارس 1847 – 4 مارس 1849) للكتلة البرلمانية الحزب الديمقراطي.
- انتخب عضو مجلس الشيوخ الأمريكي [الإنجليزية]‏ عن دائرة مقعد مجلس الشيوخ لتينيسي من الدرجة الأولى ‏ وقد انضم خلال فترته النيابية [الإنجليزية]‏ (4 مارس 1845 – 4 مارس 1847) للكتلة البرلمانية الحزب الديمقراطي.
- انتخب عضو مجلس نواب تينيسي ‏.
- انتخب عضو مجلس النواب الأمريكي [الإنجليزية]‏.
- انتخب عضو مجلس الشيوخ الأمريكي [الإنجليزية]‏.